# Municipio de Finley (Misuri)
El municipio de Finley (en inglés: Finley Township) es un municipio ubicado en el condado de Webster en el estado estadounidense de Misuri. En el año 2010 tenía una población de 2435 habitantes y una densidad poblacional de 20,49 personas por km².

## Geografía
El municipio de Finley se encuentra ubicado en las coordenadas 37°6′48″N 92°46′23″O / 37.11333, -92.77306. Según la Oficina del Censo de los Estados Unidos, el municipio tiene una superficie total de 118.84 km², de la cual 118,64 km² corresponden a tierra firme y (0,17 %) 0,2 km² es agua.

## Demografía
Según el censo de 2010, había 2435 personas residiendo en el municipio de Finley. La densidad de población era de 20,49 hab./km². De los 2435 habitantes, el municipio de Finley estaba compuesto por el 95,48 % blancos, el 0,29 % eran afroamericanos, el 0,99 % eran amerindios, el 0,33 % eran asiáticos, el 0,86 % eran de otras razas y el 2,05 % eran de una mezcla de razas. Del total de la población el 2,75 % eran hispanos o latinos de cualquier raza.